# Ű
Ű (gemenform: ű) är en ungersk bokstav. Bokstaven uttalas som en längre version av bokstaven Ü och har dubbel akut accent.